# Nosfell (album)
Albums de Nosfell
Kälin Bla Lemsnit Dünfel Labyanit
(2006)
Nosfell est le troisième album du chanteur Nosfell, publié en 2009 par le label V2 Music France.

## Historique
Selon son auteur, cet album conclut un cycle, la trilogie formant un tout censé conter toute l'« Histoire de Klokochazia ». Plus orienté rock que les précédents, le disque a été produit par Alain Johannes dans son studio de Los Angeles.

## Listes des titres de l'album
1. Lugina (Chant pour l'icône suave)
2. Subilutil (Plaire à cet œil)
3. Alajlis Alaj (Là où repose...)
4. Arim Lis Liilem (L'Insolente)
5. Suanij... (Songe ouvert)
6. ... Jüsila (Copulage)
7. Bargain Healers (Nirsikil) avec Brody Dalle & Joshua Homme
8. Olyasetilan (Je te vois)
9. Mari Dus (Ce que tu laisses)
10. Kodalit (Jour)
11. La Romance des Cruels (Torenzi sev'ij) avec Daniel Darc
12. Hejnoïta (Voleurs)
13. Avaden Lis (Champs de l'horreur)

Certaines éditions sont vendues avec un disque bonus, comprenant les titres :
1. Howrnelim Plirb
2. Art Dun Pelawj
3. Your Elegant Hat (en public)
4. Mindala Jinka (en public)
5. Hope Ripped The Night (en public)

## Musiciens
- Labyala Nosfell : chant, chœur, boucherythme, guitare, marxophone, « les enfants », guitare ténor, moines
- Pierre Le Bourgeois : basse, violoncelle, chœur, bass synth, piano, clavinet, guitare ténor
- Orkhan Murat : batterie-crayon, batterie, mouth-plastic, tique, hang drum, jouets, timbales
- Alain Johannes : guitare, basse, cigfiddle, banjo, « quelque chose visiblement en bois » (pistes 1, 2, 7 et 13)
- Brody Dalle : chant (piste 7)
- Josh Homme : chant, guitare (piste 7)
- Daniel Darc : chant, harmonica (piste 11)
- William Lopez : batterie (piste 3 du disque bonus)